# Cassady McClincy
Cassady McClincy (sinh ngày 1 tháng 9 năm 2000) là nữ diễn viên người Mỹ. Cô được biết đến với vai diễn Lydia trong loạt phim The Walking Dead từ năm 2019 và qua loạt phim Ozark (2017).
McClincy sinh ra ở Ohio nhưng lớn lên ở Georgia. Cô bắt đầu diễn xuất khi chỉ có 9 tuổi. Năm 17 tuổi, McClincy bắt đầu thủ vai Lydia trong phim The Walking Dead mùa 9 và xuất hiện thường xuyên hơn trong mùa 10.